# Simikot
Simikot (Nepali सिमिकोट) ist ein Dorf und eine Landgemeinde (Gaunpalika) im Distrikt Humla in der Provinz Karnali in Nordwest-Nepal.

## Geschichte
Bis 2017 hatte Simikot den Status eines Village Development Committee (VDC).
Im Zuge der Neustrukturierung der lokalen Ebene und der Schaffung der Gaunpalikas (Landgemeinden) durch Zusammenlegung und Abschaffung der Village Development Committees am 10. März 2017 wurden die VDCs Theh, Bargaun, Dandaphaya und Syanda nach Simikot eingemeindet. Bei der Volkszählung 2011 hatte das VDC 4341 Einwohner (davon 2289 männlich) in 1249 Haushalten. Nach den Eingemeindungen wuchs die Einwohnerzahl auf 11.597 Einwohner.

## Geographie
Simikot liegt oberhalb des Flusstals der Humla Karnali auf einer Höhe von 2910 m. Simikot ist Sitz der Distriktverwaltung. Der abgelegene Ort Simikot ist vom Rest des Landes nur über den Flugplatz Simikot erreichbar.
Simikot ist, wie der gesamte Distrikt Humla, nicht an das Straßennetz Nepals angeschlossen. Jedoch wurde im März 2017 eine Straße nach Tibet eröffnet, die zumindest den Anschluss an das chinesische Straßennetz herstellte. Die Straße mit einer Länge von 95 km deren Bau elf Jahre dauert, erleichtert insbesondere den Transport von Waren nach Tibet und den Import dringend benötigter Güter.